# Penuja

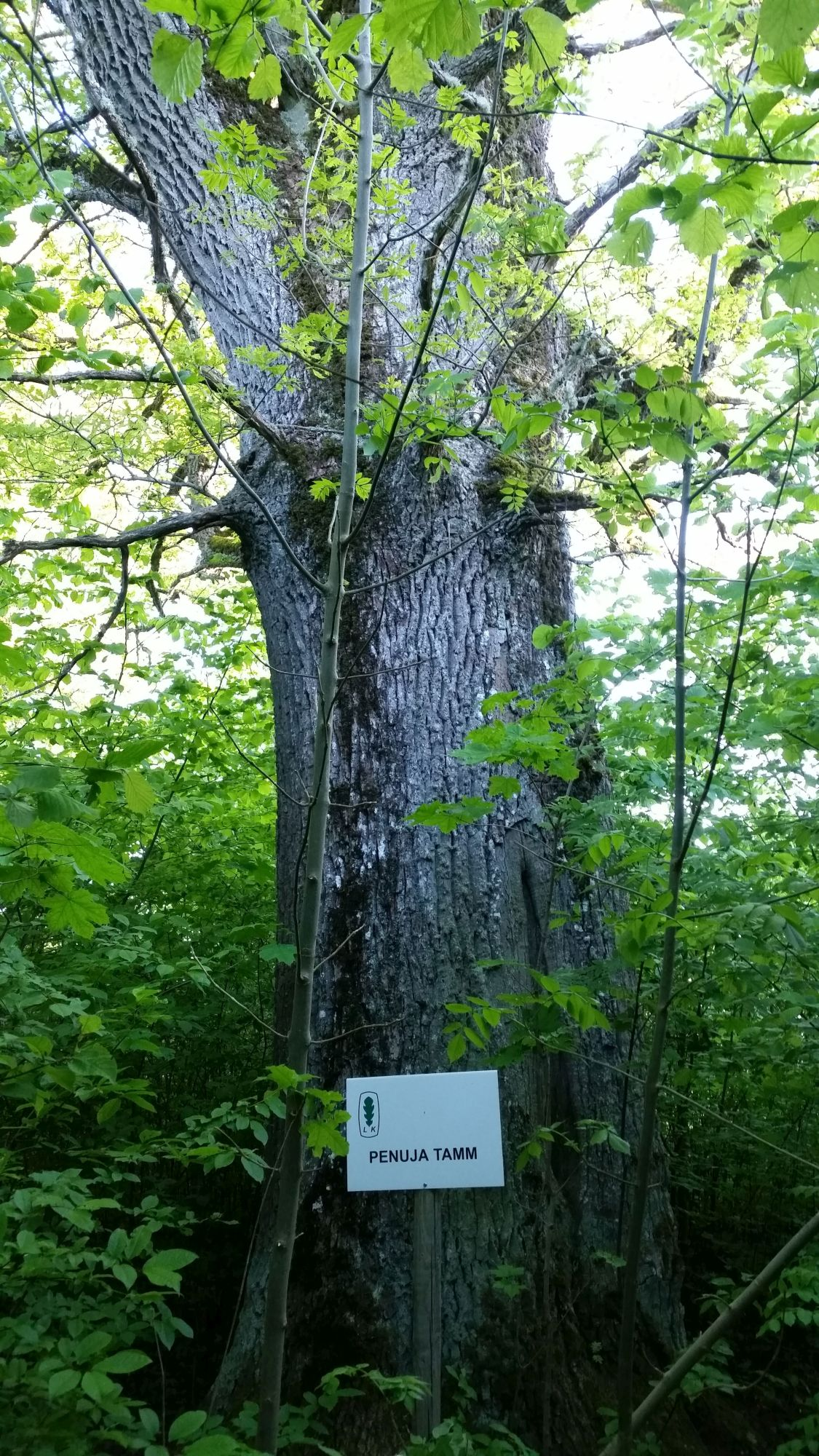
Dąb w Penuja

Penuja – wieś w Estonii, w prowincji Viljandi, w gminie Mulgi.